# Fred Ewer
Frederick Harold Ewer (30 tháng 9 năm 1898 – 29 tháng 1 năm 1971) là một cầu thủ bóng đá người Anh, thi đấu ở vị trí wing half.

## Sự nghiệp
Sinh ra ở West Ham, Ewer thi đấu cho Corinthian tại FA Charity Shield 1927, thất bại trước trước Cardiff City. He cũng thi đấu cho Casuals, và có 2 lần ra sân cho đội tuyển Anh năm 1928.  Ông thi đấu cho the "Amateurs" tại FA Charity Shield 1929.